# Lettische Eishockeyliga 1996/97
Die Saison 1996/97 war die sechste Spielzeit der lettischen Eishockeyliga, der höchsten lettischen Eishockeyspielklasse. Meister wurde zum ersten Mal in der Vereinsgeschichte überhaupt LB/Essamika aus Riga. Daugava Riga, Hanza Riga und Laterna Riga stiegen in die zweite Liga ab.

## Modus
Jede der acht Mannschaften absolvierte insgesamt 20 Spiele. Meister wurde der Erstplatzierte der Finalrunde. Die drei Letztplatzierten der Abstiegsrunde stiegen in die zweite Liga ab. Für einen Sieg erhielt jede Mannschaft zwei Punkte, bei einem Unentschieden gab es einen Punkt und bei einer Niederlage null Punkte.

## Finalrunde
|    | Klub               | Sp | S  | U | N  | Tore    | Punkte |
| -- | ------------------ | -- | -- | - | -- | ------- | ------ |
| 1. | LB/Essamika        | 20 | 18 | 2 | 0  | 187:043 | 38     |
| 2. | HK Nik’s Brih Riga | 20 | 13 | 1 | 6  | 153:076 | 27     |
| 3. | Essamika Ogre      | 20 | 11 | 3 | 6  | 110:064 | 25     |
| 4. | HK Lido Nafta Riga | 20 | 8  | 2 | 10 | 105:112 | 18     |

Sp = Spiele, S = Siege, U = unentschieden, N = Niederlagen, OTS = Overtime-Siege, OTN = Overtime-Niederlage, SOS = Penalty-Siege, SON = Penalty-Niederlage

## Abstiegsrunde
|    | Klub            | Sp | S  | U | N  | Tore    | Punkte |
| -- | --------------- | -- | -- | - | -- | ------- | ------ |
| 5. | Vital Riga      | 20 | 11 | 2 | 7  | 106:079 | 24     |
| 6. | HK Laterna Riga | 20 | 8  | 0 | 12 | 088:142 | 16     |
| 7. | Hanza Riga      | 20 | 4  | 1 | 15 | 074:146 | 9      |
| 8. | Daugava Riga    | 20 | 1  | 1 | 18 | 068:229 | 3      |

Sp = Spiele, S = Siege, U = unentschieden, N = Niederlagen, OTS = Overtime-Siege, OTN = Overtime-Niederlage, SOS = Penalty-Siege, SON = Penalty-Niederlage